# أنخيل عنتر
أنخيل عنتر (بالإسبانية: Angel Antar) هو لاعب كرة قدم باراغواياني في مركز الدفاع، ولد في 18 فبراير 1972 في أسونسيون في باراغواي. شارك مع منتخب باراغواي لكرة القدم. أما مع النوادي، فقد لعب مع غلطة سراي ونادي ليبرتاد.

## وصلات خارجية
- أنخيل عنتر على موقع قاعدة بيانات كرة القدم.إي يو (الإنجليزية)
- أنخيل عنتر على موقع ناشيونال فوتبول تيمز (الإنجليزية)